# Yili Group

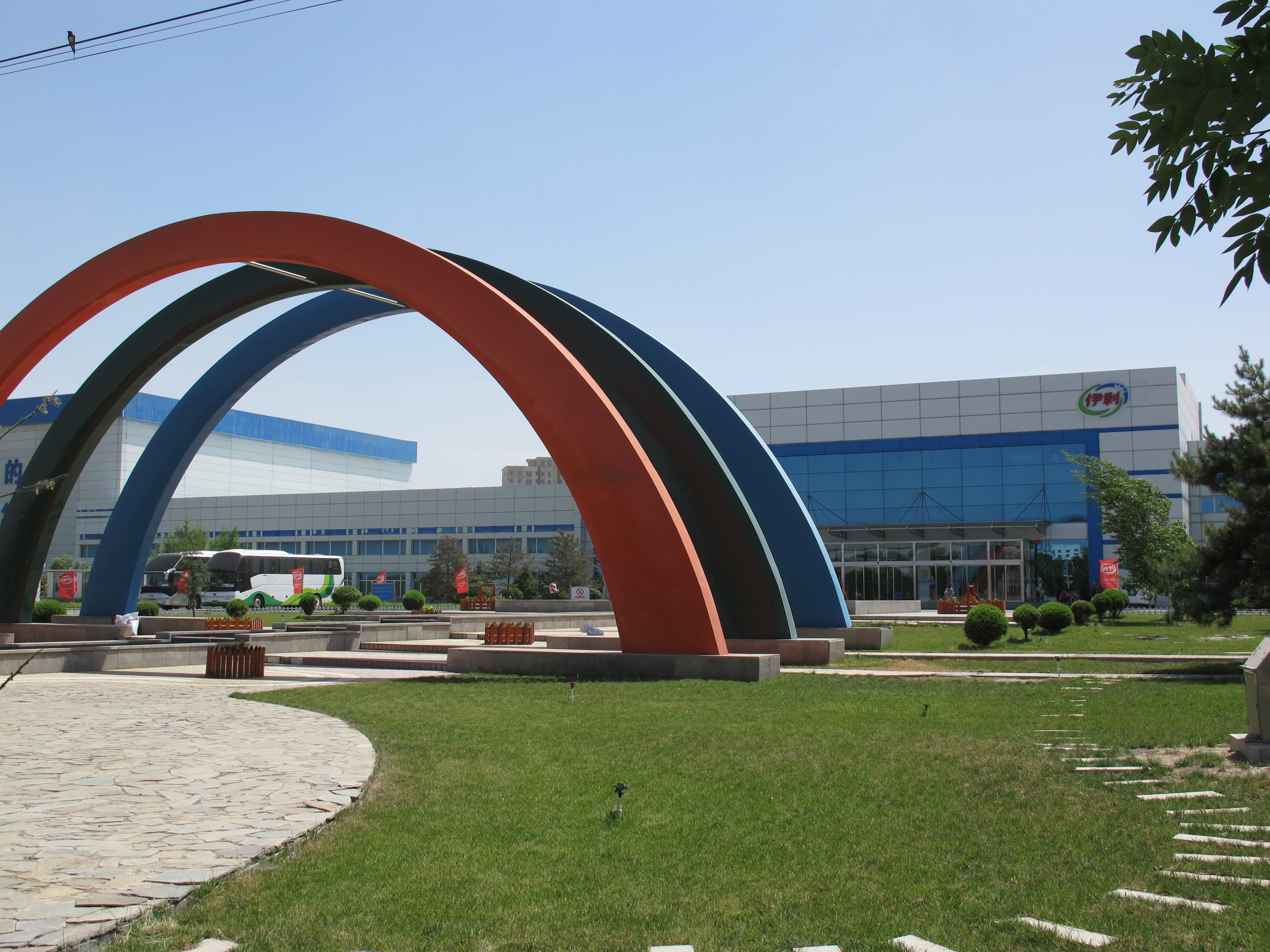
Un bâtiment avec le logo de l'entreprise

Yili Group (chinois simplifié : 伊利集团 ; chinois traditionnel : 伊利集團 ; pinyin : Yīlì Jítuán) est une entreprise chinoise de l'agroalimentaire, spécialisée dans la production laitière et basée à Hohhot, en Mongolie-Intérieure.
Elle a été impliquée dans le scandale du lait frelaté en 2008 : un dixième des échantillons pris dans le lait et les yahourts à boire lors de l'enquête sont contaminés.
En 2016, son chiffre d'affaires atteint 9,3 milliards de dollars, pour 6,8 milliards de litres de lait produits ou transformés.